# Closes de l'Estanyol i Montmajor
Les Closes de l'Estanyol i Montmajor es localitzen al terme municipal de Castelló d'Empúries, a la zona coneguda com Els Comuns i la Paborderia, entre les closes de Sant Joan i les de Mornau i el Pernardell.
Aquest espai, de 25,72 Ha i amb una elevada biodiversitat, forma part dels terrenys antigament ocupats pels estanys de Pau. La seva funcionalitat hidrològica es regula pel rec Madral. Actualment no hi ha cap làmina d'aigua permanent i la recuperació dels antics estanys és difícil degut a la consolidació de l'ús agroramader i a la modificació del règim hidrològic natural.
Les closes són un sistema agroramader de conservació de sòls i aigües, basat en un aprofitament pastoral. L'estructura tradicional d'una closa és un prat de dall o pastura de cobertura permanent en tota la superfície, tancat per arbres generalment de fulla caduca i amb un sistema de drenatges que permeten l'escolament de l'aigua, la inundació de la closa i la rentada de sals. Ocupen zones d'aiguamolls dessecats al segle xviii i es caracteritzen per tenir nivells freàtics elevats, sòls mal drenats i sovint salins o salino-sòdics. Tot i que actualment conformen prats o pastures i cultius extensius, havien estat utilitzades antigament per al cultiu de l'arròs.
La vegetació d'aquest espai és formada sobretot per prats de dall, salicorniars, canyissars i poblaments de jonques (Scirpus spp.), d'aigües salabroses. En aquesta zona humida són presents els hàbitats d'interès comunitari:
- 6510 Prats de dall de terra baixa i de la muntanya mitjana (Arrhenatherion)
- 1420 Matollars halòfils mediterranis i termoatlàntics (Sarcocornetea fruticosae).

Pel que fa a la fauna, l'espai destaca sobretot per les seves poblacions de lepidòpters.
Les Closes de l'Estanyol i Montmajor són una zona humida amb una elevada biodiversitat i un dels atractius del Parc Natural a potenciar. Caldria regular la làmina d'aigua i mantenir adequadament la xarxa de drenatges, per recuperar plenament la funcionalitat de les closes.
L'espai presenta diverses figures de protecció. Forma part del Parc Natural dels Aiguamolls de l'Empordà i s'inclou també dins l'espai del PEIN i la Xarxa Natura 2000 ES0000019 Aiguamolls de l'Empordà.